# Gehlsdorf
Gehlsdorf è un quartiere della città tedesca di Rostock.